# Kołodiażne (obwód żytomierski)
Kołodiażne (ukr. Колодяжне) – wieś na Ukrainie, w obwodzie żytomierskim, w rejonie żytomierskim, w hromadzie Miropol. W 2001 liczyła 637 mieszkańców.
W pobliżu znajduje się przystanek kolejowy Kołodiażnyj, położony na linii Koziatyn – Berdyczów – Szepetówka.